# Conceito predicável

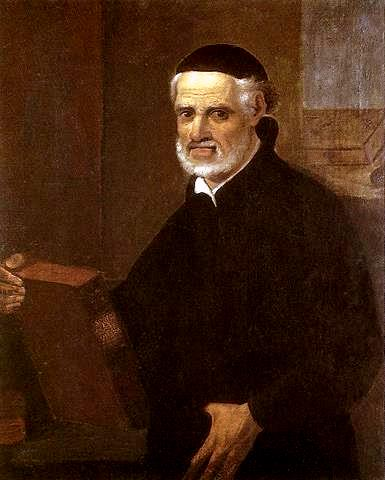
O Pe. António Vieira notabilizou-se pelos seus sermões, construídos em torno dum conceito predicável

O conceito predicável é um processo retórico característico da oratória barroca, que consiste numa passagem bíblica que serve de tema a ser desenvolvido de acordo com a intenção e objetivo do autor. O desenvolvimento do conceito predicável dá-se com base em jogos de conceitos e de palavras, e de associações de ideias próximas, assentes em alegorias, através das quais se pretende alcançar uma qualquer proposição moral.
Este método retórico põe em destaque o virtuosismo do orador devido ao artifício e engenho do discurso, o que vai ao encontro da estética barroca. Os sermões do Padre António Vieira oferecem dos melhores exemplos desta prática: a passagem "Vos estis sal terræ", ou "Vós sois o sal da terra", de Mateus 5:13, serve de mote ao famoso Sermão de Santo António aos Peixes.